# Giuseppe De Luca (baritono)
Giuseppe De Luca (Roma, 25 dicembre 1876 – New York, 26 agosto 1950) è stato un baritono italiano.

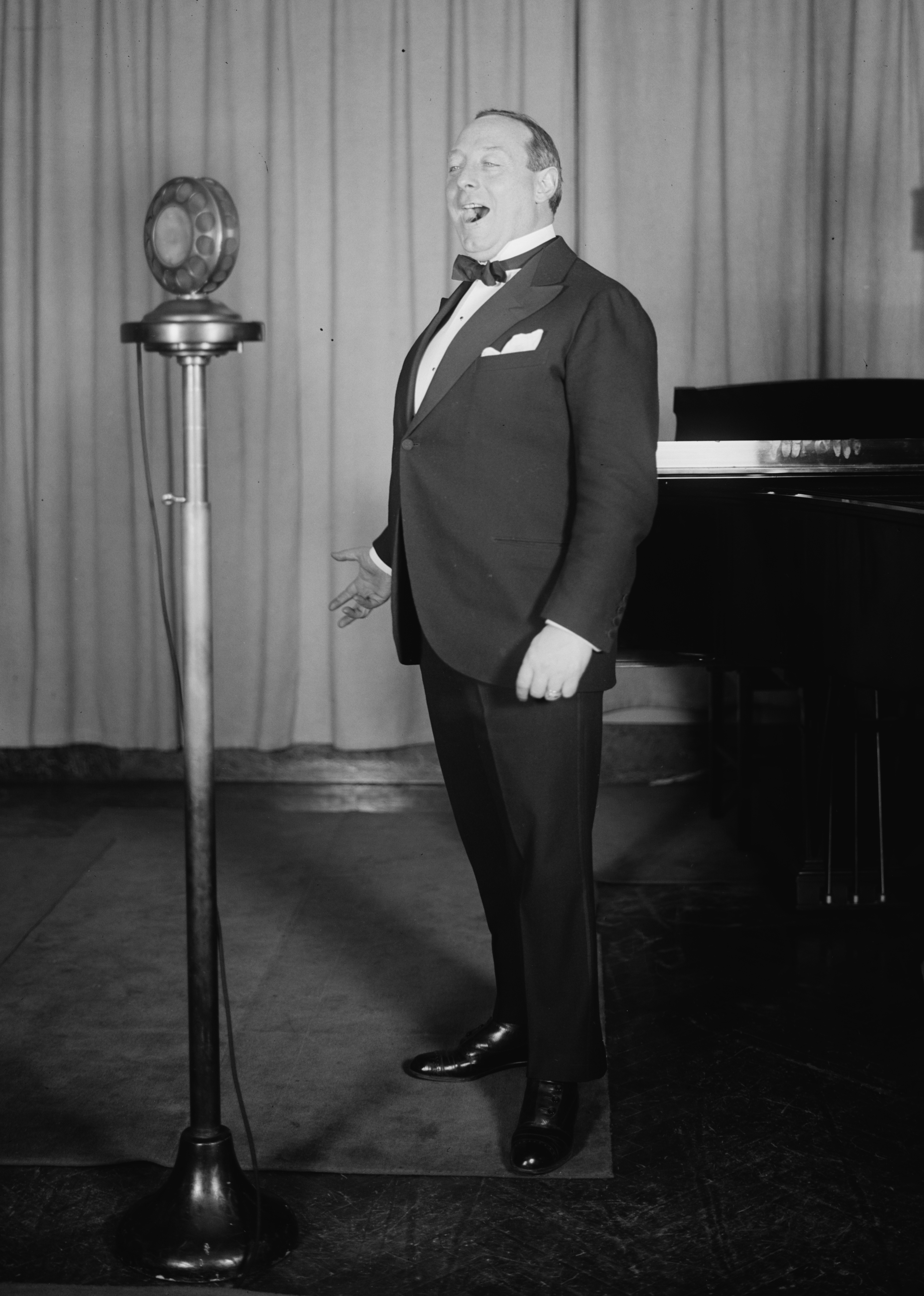
Giuseppe De Luca

Svolse la gran parte della carriera al Metropolitan Opera House di New York.

## Biografia
Studiò a Roma presso il Conservatorio di Santa Cecilia, dove ebbe per maestri due famosi ex-cantanti: Venceslao Persichini e Antonio Cotogni, e debuttò nel 1897 a Piacenza come Valentino in Faust. 
Cantò poi al Teatro alla Scala dal 1902 al 1910 e alla Royal Opera House di Londra nel 1907. Successivamente approdò negli Stati Uniti divenendo rapidamente il baritono di punta del teatro Metropolitan, dove si esibì per vent'anni, dal 1915 al 1935, ritornando poi per un breve periodo fra il 1939 ed il 1940. Dopo il ritiro dalle scene insegnò alla Juilliard School.
De Luca è noto anche per aver creato i due ruoli di Sharpless in Madama Butterfly (Teatro alla Scala, 1904) e Gianni Schicchi (Metropolitan, 1918), oltre ai personaggi di Michonnet in Adriana Lecouvreur (1902) e di Gleby in Siberia (1903). 
Arturo Toscanini disse di lui, "assolutamente il miglior baritono che abbia mai conosciuto". Spaziò dal genere  buffo al bel canto ottocentesco, fino a Verdi, con una breve escursione agli inizi della carriera nel repertorio wagneriano. 
La sua arte è documentata da numerose registrazioni fonografiche realizzate dalle etichette Fonotipia e Victor. In alcune di esse cantò con altri grandi interpreti del Metropolitan del tempo, come Enrico Caruso e Rosa Ponselle. 
Di  proporzioni fisiche minute, la voce non era molto potente, ma di timbro eccezionalmente bello e pastoso, in particolare nel registro mediano. Era considerato un maestro nell'esecuzione del legato. Fu  anche un ottimo attore, specialmente nei ruoli comici.

## Repertorio
| Ruolo                   | Titolo                          | Autore      |
| ----------------------- | ------------------------------- | ----------- |
| Mefistofele             | La dannazione di Faust          | Berlioz     |
| Zurga                   | I pescatori di perle            | Bizet       |
| Escamillo               | Carmen                          | Bizet       |
| Eugenio Onegin          | Eugenio Onegin                  | Čajkovskij  |
| Michonnet               | Adriana Lecouvreur              | Cilea       |
| Folco                   | Gloria                          | Cilea       |
| Belcore                 | L'elisir d'amore                | Donizetti   |
| Antonio                 | Linda di Chamounix              | Donizetti   |
| Alfonso IX              | La favorita                     | Donizetti   |
| Dottor Malatesta        | Don Pasquale                    | Donizetti   |
| Plunkett                | Martha                          | Flotow      |
| Cristoforo Colombo      | Cristoforo Colombo              | Franchetti  |
| Carlo Worms             | Germania                        | Franchetti  |
| Carlo Gérard            | Andrea Chénier                  | Giordano    |
| De Sirieux              | Fedora                          | Giordano    |
| Gleby                   | Siberia                         | Giordano    |
| Napoleone               | Madame Sans-Gêne                | Giordano    |
| Valentino               | Faust                           | Gounod      |
| Tonio/Taddeo            | Pagliacci                       | Leoncavallo |
| Cascart                 | Zazà                            | Leoncavallo |
| Compare Alfio           | Cavalleria rusticana            | Mascagni    |
| David                   | L'amico Fritz                   | Mascagni    |
| Kyoto                   | Iris                            | Mascagni    |
| Renaldo                 | Amica                           | Mascagni    |
| Scindia                 | Il re di Lahore                 | Massenet    |
| Erode                   | Erodiade                        | Massenet    |
| Lescaut                 | Manon                           | Massenet    |
| Il Re                   | Le Cid                          | Massenet    |
| Alberto                 | Werther                         | Massenet    |
| Atanaele                | Thaïs                           | Massenet    |
| Coudal                  | Saffo                           | Massenet    |
| Marchese di Saluces     | Grisélidis                      | Massenet    |
| Sancho Panza            | Don Quichotte                   | Massenet    |
| Conte di Nevers         | Gli ugonotti                    | Meyerbeer   |
| Hoël                    | Dinorah                         | Meyerbeer   |
| Conte d'Almaviva        | Le nozze di Figaro              | Mozart      |
| Don Giovanni            | Don Giovanni                    | Mozart      |
| Guglielmo               | Così fan tutte                  | Mozart      |
| Barnaba                 | La Gioconda                     | Ponchielli  |
| Lescaut                 | Manon Lescaut                   | Puccini     |
| Marcello                | La bohème                       | Puccini     |
| Barone Scarpia          | Tosca                           | Puccini     |
| Sharpless               | Madama Butterfly                | Puccini     |
| Jack Rance              | La fanciulla del West           | Puccini     |
| Gianni Schicchi         | Gianni Schicchi                 | Puccini     |
| Ping                    | Turandot                        | Puccini     |
| Marouf                  | Marouf, ciabattino del Cairo    | Rabaud      |
| Ondino                  | La campana sommersa             | Respighi    |
| Bruschino padre         | Il signor Bruschino             | Rossini     |
| Taddeo                  | L'italiana in Algeri            | Rossini     |
| Figaro                  | Il barbiere di Siviglia         | Rossini     |
| Gran Sacerdote di Dagon | Sansone e Dalila                | Saint-Saëns |
| Gran Sacerdote          | La Vestale                      | Spontini    |
| Lotario                 | Mignon                          | Thomas      |
| Amleto                  | Amleto                          | Thomas      |
| Nabucco                 | Nabucco                         | Verdi       |
| Don Carlo               | Ernani                          | Verdi       |
| Francesco Foscari       | I due Foscari                   | Verdi       |
| Miller                  | Luisa Miller                    | Verdi       |
| Rigoletto               | Rigoletto                       | Verdi       |
| Conte di Luna           | Il trovatore                    | Verdi       |
| Giorgio Germont         | La traviata                     | Verdi       |
| Renato                  | Un ballo in maschera            | Verdi       |
| Don Carlo di Vargas     | La forza del destino            | Verdi       |
| Don Rodrigo di Posa     | Don Carlo                       | Verdi       |
| Amonasro                | Aida                            | Verdi       |
| Jago                    | Otello                          | Verdi       |
| Ford                    | Falstaff                        | Verdi       |
| Federico di Telramondo  | Lohengrin                       | Wagner      |
| Wolfram von Esenbach    | Tannhäuser                      | Wagner      |
| Alberico                | L'oro del Reno                  | Wagner      |
| Hans Sachs              | I maestri cantori di Norimberga | Wagner      |
| Amfortas                | Parsifal                        | Wagner      |